# 北部省公路网

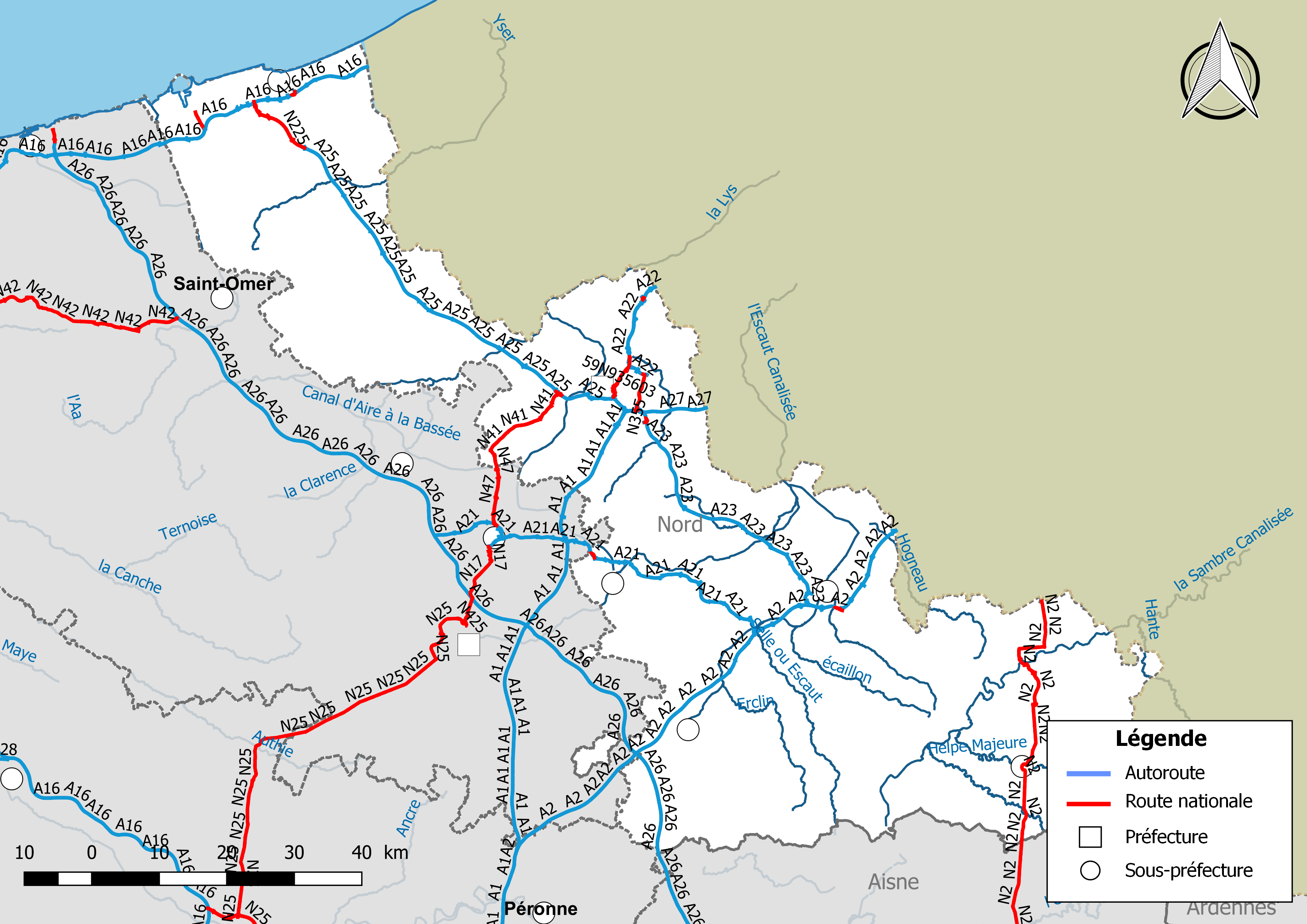
北部省公路网

北部省公路网，又称诺尔省公路网，是法国北部省境内公路设施的统称。截至2020年3月，北部省境内共有高速公路291公里，国道89公里，省道4436公里以及其它公路10575公里。

## 历史
北部省的第一条公路出现于18世纪末，最初仅供马车行驶，工业革命后开始出现机动车辆。1930年，北部省境内的公路系统进行了统一编号。1930年、1972年和2006年，北部省境内的法国国道系统进行了三次大规模拆分，其中北部省境内的法国国道N79线、N137线等均改为省道，并重新编号。
|          | 2002  | 2003  | 2004  | 2005  | 2006  | 2007  | 2008  | 2009  | 2010  | 2011  | 2012  | 2013  | 2014  | 2015  | 2016  | 2017  |
| -------- | ----- | ----- | ----- | ----- | ----- | ----- | ----- | ----- | ----- | ----- | ----- | ----- | ----- | ----- | ----- | ----- |
| 高速公路 | 257   | 259   | 261   | 260   | 260   | 261   | 291   | 291   | 291   | 291   | 291   | 291   | 291   | 291   | 291   | 291   |
| 国道     | 492   | 492   | 488   | 123   | 126   | 121   | 90    | 90    | 89    | 89    | 89    | 89    | 89    | 89    | 89    | 89    |
| 省道     | 4798  | 4809  | 4807  | 4802  | 5240  | 5242  | 5312  | 5312  | 5310  | 5294  | 5257  | 5251  | 5249  | 5257  | 5257  | 4436  |
| 其它道路 | 9645  | 9720  | 9749  | 9835  | 9856  | 9899  | 9899  | 10095 | 10158 | 10158 | 10260 | 10342 | 10342 | 10378 | 10517 | 10575 |
| 总计     | 15192 | 15280 | 15305 | 15020 | 15482 | 15523 | 15592 | 15788 | 15848 | 15832 | 15897 | 15973 | 15971 | 16015 | 16154 | 15391 |

## 路网

### 高速公路
- 法国A1号高速公路（北部省境内全长约16公里，共设有2个出入口和2个互通式立交桥）
- 法国A2号高速公路（北部省境内全长约55公里，共设有11个出入口和3个互通式立交桥）
- 法国A16号高速公路（北部省境内全长约34公里，共设有11个出入口和2个互通式立交桥）
- 法国A21号高速公路（北部省境内全长约31公里，共设有13个出入口和2个互通式立交桥）
- 法国A22号高速公路（北部省境内全长约16公里，共设有6个出入口和3个互通式立交桥）
- 法国A23号高速公路（北部省境内全长约43公里，共设有8个出入口和2个互通式立交桥）
- 法国A25号高速公路（北部省境内全长约62公里，共设有15个出入口和3个互通式立交桥）
- 法国A26号高速公路（北部省境内全长约15公里，共设有1个出入口和1个互通式立交桥）
- 法国A27号高速公路（北部省境内全长约12公里，共设有2个出入口和2个互通式立交桥）

### 国道
- 法国国道N2线（法语：Route nationale 12 (France)），北部省境内全长约42公里。
- 法国国道N41线（法语：Route nationale 41 (France)），北部省境内全长约13.3公里。
- 法国国道N47线（法语：Route nationale 47 (France)），北部省境内全长约2.6公里。
- 法国国道N225线（法语：Route nationale 225），北部省境内全长约10.5公里。
- 法国国道N227线（法语：Route nationale 227），北部省境内全长约5.2公里。
- 法国国道N316线（法语：Route nationale 316），北部省境内全长约3公里。
- 法国国道N356线（法语：Route nationale 356），北部省境内全长约6.5公里。

### 省道
| 北部省省道列表 |             |                         | |                   |
| 编号           | 长度 （km） | 起点 连接线             | 主要途径市镇（斜体字表示该道路距离该市镇政府所在地最近距离超过1公里）                                                                                    | 终点 连接线       |
| D7             | 8           | 昂格洛 枪战街           | 昂格洛 ↔ 欧布尔丹附近阿莱讷 ↔ 埃斯科贝克 ↔ 埃尔基盖姆勒塞克 ↔ 博康-利尼 ↔ 韦普地区富尔讷 ↔ 埃尔利/维克尔                                                 | 埃尔利/维克尔 D41 |
| D8             | 23.3        | 奥斯特里库尔/蒂姆里 D54 | 奥斯特里库尔/蒂姆里 ↔ 蒙舍欧 ↔ 兰博库尔 ↔ 罗斯特-瓦朗丹 ↔ 拉什 ↔ 拉什附近弗利讷 ↔ 昂耶 ↔ 拉兰 ↔ 蒙蒂尼昂诺斯特尔旺 ↔ 马尼                                | 马尼 D645         |
| D9             | 24.1        | 比利时边界              | 莱尔 ↔ 鲁贝 ↔ 穆沃 ↔ 邦迪 ↔ 兰塞勒 ↔ 南韦尔维克 | 比利时边界        |
| D41            | 16.4        | 埃尔利/维克尔 D7        | 埃尔利/维克尔 ↔ 韦普地区桑甘 ↔ 栋 ↔ 阿讷兰 ↔ 卡尔南 ↔ 卡朗博地区康凡 ↔ 卡朗博地区康凡 ↔ 法朗潘 ↔ 瓦阿涅                                                  | 瓦阿涅 D954       |
| D62            | 23.4        | 布瓦格勒尼耶 D22        | 布瓦格勒尼耶 ↔ 韦普地区拉丹冈 ↔ 博康-利尼 ↔ 瓦夫兰 ↔ 贡德库尔 ↔ 舍米/塞克兰 ↔ 法朗潘 ↔ 瓦阿涅                                                            | 瓦阿涅 D954       |
| D645           | 26.6        | 杜埃 瓦朗谢讷门         | 布瓦格勒尼耶 ↔ 桑勒诺布勒 ↔ 德希 ↔ 盖南 ↔ 勒瓦尔德 ↔ 马尼 ↔ 埃卡永 ↔ 欧贝尔希库尔 ↔ 阿尼什 ↔ 索曼 ↔ 阿布斯孔 ↔ 埃斯科丹 ↔ 德南 ↔ 瓦夫尔尚苏德南 ↔ 鲁维涅 | 鲁维涅 D270       |
| 1. 2. 3. 4.    |             |                         | |                   |